# 陈玤妤
陈玤妤（英文 : Aki Chan / Chan Hong Zhee，1989年7月3日—），出生于马来西亚巴生，是马来西亚女艺人，身兼中文电台MY的节目主持人，舞台剧演员、电视節目主持人、活动主持人。

## 电台主持
| 節目名稱                   | 频道                 | 時間                           |
| -------------------------- | -------------------- | ------------------------------ |
| 《MY FM 今天可以唷》       | MY FM (马来西亚电台) | 每逢星期一到星期五下10am - 1pm |
| 《MY FM 今天也有好好聊天》 | MY FM (马来西亚电台) | 每逢星期日 下午6pm - 7pm(重播) |

## 个人经历
陈玤妤踏入广播界之前，曾在《女友》杂志从事文字撰写的工作，同时兼顾舞台剧演员、舞台劇工作者和戲劇教育老師的身份，当时的她一度怀疑过自己是否有足够的能力与资格继续追逐主持梦。
2014年参加Astro国际华裔小姐2014，止步于15强，获制作人赞他适合担任主持人。随后于2015年参加MY FM be My Star DJ。从而开始主持界的生涯。
2015年至2016年，担任Astro小太阳少儿节目主持人。艺名为大头姐姐，主持栏目为《料理魔法师》、《五力学习魔法小精灵》及《有爱到》歌舞劇編劇。
2016年7月，担任MY周末DJ，主持栏目《MY FM 不sing你会》、《MY Astro至尊流行榜》等栏目。
2018年12月，与老公 马翊芠 结婚。
2020年12月，正式成为MY全职DJ，主持栏目为星期一至五下午1点至4点的《MY FUN咖来玩》。其中《MY FUN人气王》为访问艺人嘉宾让听众大受好评。成为下午节目同时段第一。